# Lipotriches xanthogastra
Lipotriches xanthogastra är en biart som först beskrevs av Johann Dietrich Alfken 1926.  Lipotriches xanthogastra ingår i släktet Lipotriches och familjen vägbin. Inga underarter finns listade i Catalogue of Life.